# Presbytis hosei
Il presbite di Hose (Presbytis hosei (Thomas, 1889)) è una specie di primate della tribù dei Presbytini. Il nome commemora il suo scopritore, Charles Hose.

## Descrizione
Il presbite di Hose presenta una lunghezza testa-tronco di 48-56 centimetri, ai quali si aggiungono altri 65-84 centimetri di coda. I maschi, che pesano tra 6 e 7 chilogrammi, sono leggermente più pesanti delle femmine, che pesano tra 5,5 e 6 chilogrammi. È un primate relativamente piccolo e snello. Il mantello è grigio sul dorso, bianco su petto e addome e nero su mani e piedi, ma il colore può variare leggermente a seconda delle popolazioni. La faccia è rosa e presenta delle bande nere sulle guance; la testa è provvista di una «zazzera» di capelli.

## Distribuzione e habitat
Il presbite di Hose vive solo nel Borneo, dove abita principalmente le parti settentrionali e orientali dell'isola. Si incontra soprattutto nelle foreste primarie ad altitudini comprese tra 1000 e 1300 metri, ma a volte si può trovare anche nelle foreste secondarie o nelle piantagioni.

## Biologia
Questi primati sono animali diurni e arboricoli che scendono a terra solo occasionalmente. Vivono in gruppi di 8-6 esemplari (a volte un po' più numerosi), costituiti da un maschio, da diverse femmine e dalla loro prole.
La loro dieta consiste principalmente di foglie giovani, ma mangiano anche frutta, semi e fiori. Come tutti i Presbytini, hanno uno stomaco multicamerato che li aiuta ad assimilare meglio il cibo ingerito. A volte scendono al suolo per ingerire della terra.
La femmina di solito dà alla luce un unico piccolo. I giovani sono inizialmente di colore biancastro e presentano un disegno a forma di croce sul dorso. Vengono svezzati a un anno e raggiungono la maturità sessuale tra i quattro e i cinque anni.

## Tassonomia
Il presbite di Miller (P. canicrus) e il presbite di Sabah (P. sabana) venivano precedentemente considerati sottospecie del presbite di Hose. Oltre a questi vi era un'altra forma che veniva considerate una sottospecie separata, P. h. everetti. Tuttavia questa non viene più da tempo considerata una sottospecie, dal momento che la sua descrizione originaria sembra essere stata basata sul confronto tra una femmina subadulta ed un maschio adulto. Attualmente la specie viene considerata monotipica.

## Conservazione
Una delle principali minacce per i presbiti di Hose è la perdita di habitat a causa della continua deforestazione. Inoltre, questi animali vengono cacciati, oltre che per la loro carne, per i bezoar che a volte si formano nel loro stomaco e che si dice abbiano poteri curativi. La IUCN classifica la specie come «vulnerabile» (Vulnerable).